# Киреевы
Кире́евы — русские дворянские роды.
Первое упоминание о роде относится к 1521-1526 гг., где в царской грамоте упомянуты Яков Киреев, владевший в кормление волостью Глазуново Галичского уезда, а также Мамай Иванович Киреев в Ярославле с Петром и Алексеем Киреевыми, служилыми из Казани (1568). В битве при Молодях (1572) погиб Андрей Иванович Киреев. В 1573 году опричником Ивана Грозного числился Давыд Киреев. Станичный голова Тулы Фёдор и Иван Киреевы упомянуты в царских грамотах (1589).
Изначально фамилия «Киреев» произошла от тюркского имени Кирей (Гирей, часто встречающегося у крымских ханов с 1478 года) с добавление русского окончания -ев.

## История
Семён Киреев владел поместьями в середине XVI века. Его внук Павел Григорьевич (1622) пожалован вотчиной за московское осадное сиденье. Многие Киреевы служили в XVII веке стольниками и стряпчими. Род Киреевых внесён в VI часть родословной книги Тверской и Тульской губерний. К этому принадлежат: борец за освобождении сербов от турецкого ига Николай Алексеевич Киреев (1841—1876), писатель-публицист, генерал от кавалерии Александр Алексеевич Киреев (1833—1910) и писательница Ольга Алексеевна Новикова (1840—1925).
Есть также ещё один род Киреевых, который был внесён в VI часть родословной книги Саратовской, Симбирской, Смоленской и Санкт-Петербургской губерний.

## Описание герба
Щит разделён на три части, из коих в первой части, в золотом поле, два на крест положенные меча (польский герб Пелец) и на оных раскрытая книга. Во второй части, разделённой диагонально от правого нижнего угла к левому верхнему, изображены: в правом красном поле золотое пальмовое дерево, а в левом серебряном поле — знамя. В нижней пространной части в голубом поле скачущая в левую сторону белая лошадь и серебряная луна, рогами к правой стороне обращённая.
Щит увенчан дворянским шлемом. Намёт на щите золотой, подложен голубым. (Гербовник, X, 46).

## Известные представители
- Киреев Павел Григорьевич — тульский городской дворянин (1627—1629).
- Киреев Роман Иванович — дворянин московский (1636—1668), походный московский дворянин царицы Натальи Кирилловны (1677).
- Киреевы: Андрей Михаилович, Афанасий Васильевич, Василий и Матвей Никифоровичи, Елизар Михайлович, Иван Павлович, Фёдор Григорьевич — московские дворяне (1658—1692).
- Киреев Роман — воевода в Борисове (царёво-Борисово) (1658—1659).
- Киреевы: Мирон и Степан Григорьевичи — стряпчие (1658—1683).
- Киреев Мирон — воевода в Крапивне (1677).
- Киреев Григорий — подьячий Сибирского приказа (1683—1691).
- Киреевы: Василий Иванович и Степан Васильевичи — стольники (1686—1692).
- Киреев Андрей Кириллович — дьяк (1695)[10][11].